# Klooster van Maagdendaal
Het Klooster van Maagdendal is een voormalige abdij van nonnen te Oplinter die in 1215 werd gesticht als Vallis Virginem of Val-des-Vierges door Bartholomeus van Tienen.

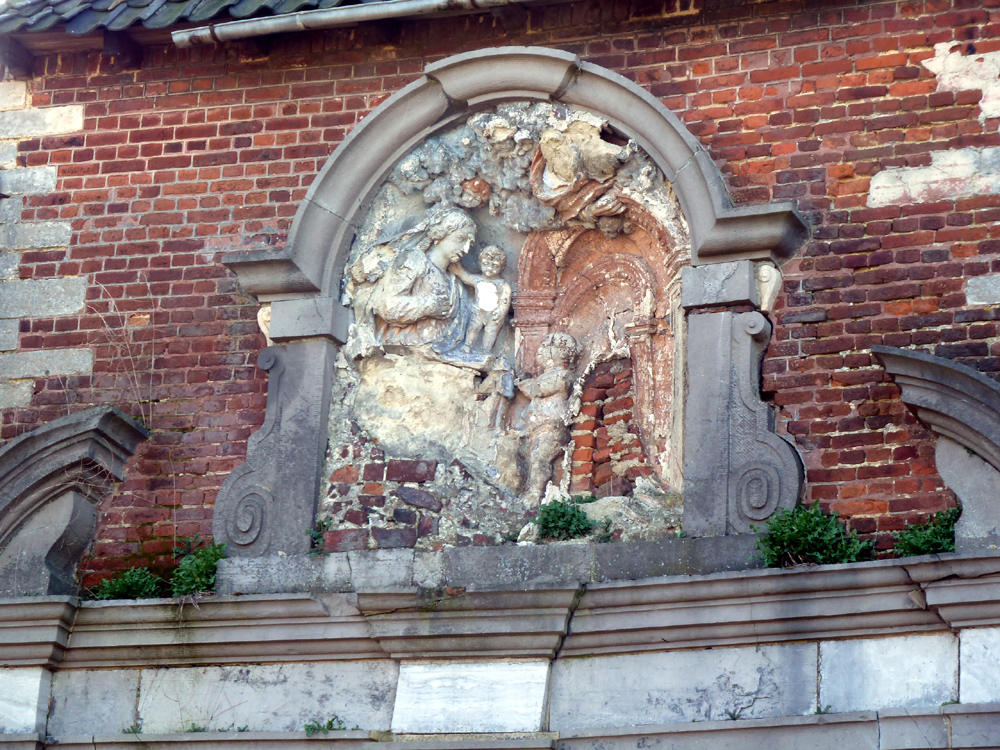
Beschadigd reliëf boven de toegangspoort

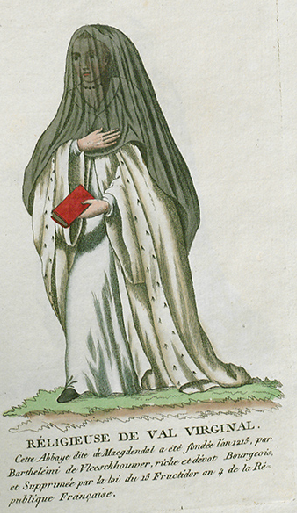
Klederdracht van een non uit Maagdendal

## Geschiedenis
Bartholomeus en zijn vrouw Gertrudis hadden zes kinderen, de jongste was Beatrijs van Nazareth die van 1221-1236 in dit klooster verbleef en daar haar dagboek schreef, dat zou leiden tot haar beroemde werk: Van seuen manieren van heiliger minnen.
Door schenkingen werd de abdij tot een der rijkste van Brabant. Het klooster werd echter in 1489 en 1507 door krijgshandelingen verwoest en pas eind 16e eeuw weer opgebouwd. De kosten hiervoor werden betaald uit de verkoop van bezittingen waardoor de abdij verarmde en conflicten met het bestuur van Oplinter ontstonden aangaande het betalen van belastingen. Dit speelde vooral aan het einde van de 18e eeuw.
De nonnen leidden ook een kostschool. Veel van de zusters waren afkomstig uit Wallonië en zij waren de Nederlandse taal niet machtig. Ook dat leidde tot een verzoek, na de dood van de Waalse priorin Ferdinanda de Sprimont, om een Vlaamse priorin, tenzij de Waalse invloed op de abdye welcke is nu geregheert over die vijfitch jaeren van Luyckernessen terug te dringen. Aldus werd in 1686 de Tiense zuster Cecilia Immens tot priorin benoemd.

## Heden
Toen de Fransen binnenvielen werd de abdij opgeheven. Dit gebeurde op 6 december 1796, waarna de gebouwen op 30 juni 1798 openbaar werden verkocht. Een deel van het koorgestoelte is nog te vinden in de kerken van Hakendover en Orsmaal. Enkele beelden en een triomfkruis kwamen in de Sint-Genovevakerk te Oplinter terecht.
Tegenwoordig is van het klooster nog de Hoeve van Maagdendal overgebleven met een indrukwekkend poortgebouw en grote stukken van de oorspronkelijke kloostermuur. Het geheel geeft een verwaarloosde indruk. De beeldengroep in de nis boven de poort werd de voorbije decennia zwaar beschadigd. Waar op de illustraties bij het artikel van Leo Tulkens (1959) de beelden van God de Vader met wereldbol en de geknielde Sint-Bernardus nog intact aanwezig zijn, ontbreken zij vandaag. Het sierlijke kleed van de H. Maagd en natuurornamenten werden eveneens verwijderd en door baksteenwerk vervangen.
Onder de beeldengroep leest men een chronogram met het jaartal 1656: DuCe Deo - et bernarDo - Lacta VIa (Het leven is mooi onder de leiding van God en van Sint Bernardus).

## Afbeeldingen

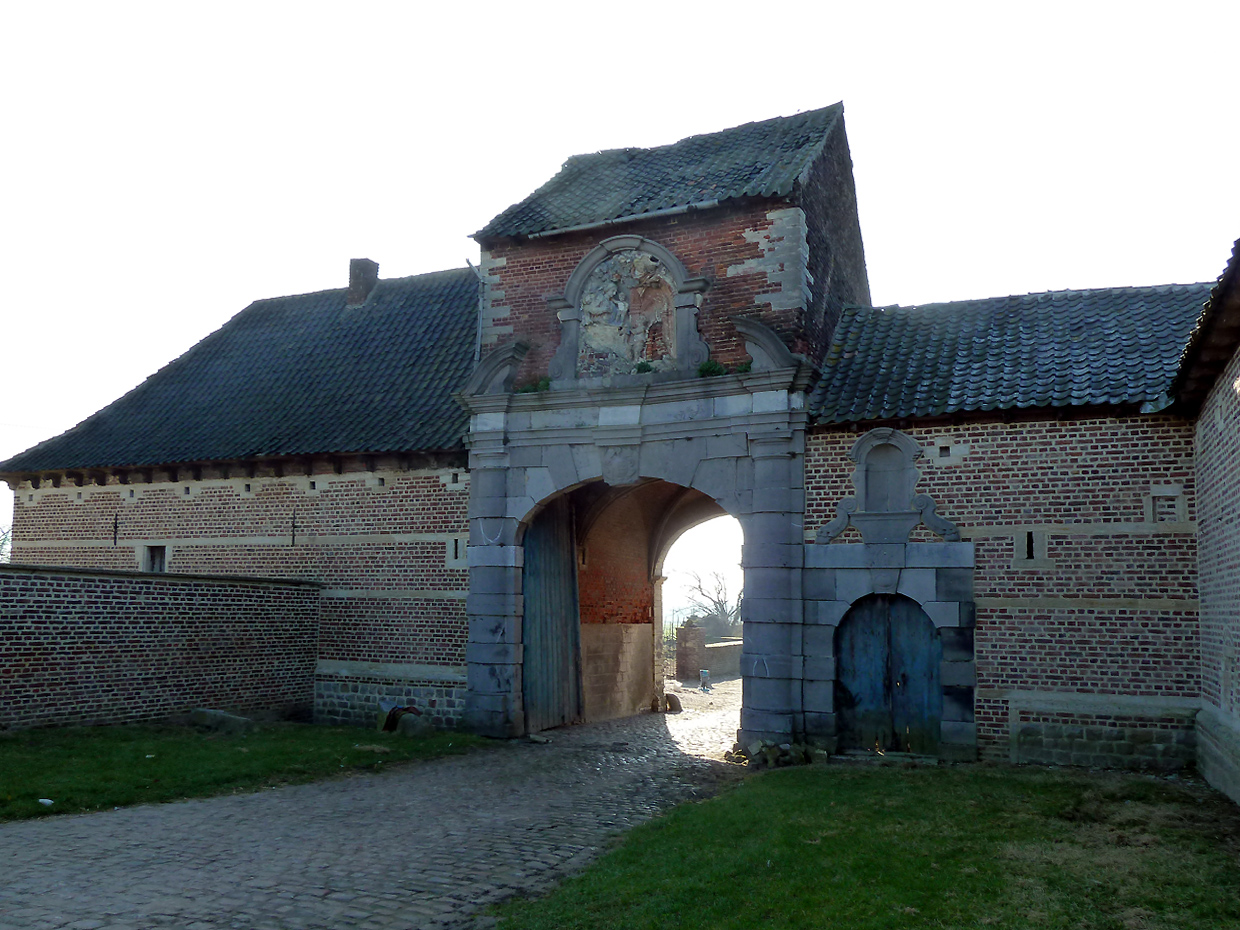
Toegangspoort Maagdendaal